# Минкофф, Роб
Роберт «Роб» Минкофф (англ. Rob Minkoff; род. 11 августа 1962 в Пало-Алто, Калифорния, США) — американский кинорежиссёр, наиболее известный по своей работе над анимационным фильмом «Король Лев» (вместе с Роджером Аллерсом).

## Биография
Минкофф родился в еврейской семье в Пало-Алто, штат Калифорния в еврейской семье Джека Роберта Минкоффа (1922-1998) и Толы Фэй Минкофф (урождённой Стебель).Он учился в старшей школе Palo Alto High School.Окончил Калифорнийский университет искусств в начале 1980-х годов на факультете по анимации персонажей.

## Карьера
Он был режиссёром некоторых мультфильмов Walt Disney Feature Animation, включая знаменитого «Короля Льва» (1994) и две короткометражки про Кролик Роджера: «Tummy Trouble» (1989) и «Американские горки Кролика» (1990). Работая у Диснея, он написал песню «Всегда будь весел назло судьбе» для мультфильма «Оливер и компания». Роб Минкофф также является режиссёром фильмов «Стюарт Литтл» (1999), «Стюарт Литтл 2» (2002), «Особняк с привидениями» (2003) и «Запретное царство» (2008).
В 2011 году на экраны вышел комедийный детектив Минкоффа «Липучка» с Патриком Демпси в главной роли, в 2014-м - анимационный фильм «Приключения мистера Пибоди и Шермана». В конце июля 2022 года в российский прокат выйдет анимационная экшн-комедия «Пёс-самурай и город кошек», над которой Минкофф работал в режиссёрском дуэте с Марком Коэтсером.

## Личная жизнь
29 сентября 2007 года женился на Кристал Кунг. У пары есть сын Макс и дочь Зои. Минкофф — зять (муж сестры) китайского певца Джеффри Кунга.

## Режиссёрская фильмография
- 1994 — Король Лев / The Lion King
- 1999 — Стюарт Литтл / Stuart Little
- 2002 — Стюарт Литтл 2 /  Stuart Little 2
- 2003 — Особняк с привидениями /  The Haunted Mansion
- 2008 — Запретное царство / The Forbidden Kingdom
- 2011 — Липучка / Flypaper
- 2014 — Приключения мистера Пибоди и Шермана / Mr. Peabody & Sherman [9][10]
- 2022 — Пёс-самурай и город кошек / Blazing Samurai